# Військовий кабінет
Військовий кабінет — це будь-який кабінет, що складається з військовослужбовців. Він може бути дорадчим органом (штабом) при суверені, главі уряду або іншому посадовцю, наприклад, військовому міністрові, або може бути виконавчим кабінетом військового уряду.
- Військовий кабінет (Пруссія), таємна рада німецького імператора з питань особового складу армії у Франції і прем'єр-міністр, і міністр оборони мають власні військові кабінети (cabinets militaires).
- Голова військового кабінету прем'єр-міністра
- Голова військового кабінету міністра оборони

Історично склалося так, що правителі французьких колоній, такі як генерал-резидент в Марокко і генерал-губернатор Індокитаю, мали власні військові кабінети.